# Championnats d'Europe de slalom (canoë-kayak) 2017
Navigation
2016 2018
Les championnats d'Europe de slalom de canoë-kayak 2017 se déroulent à Tacen (Slovénie) du 31 mai au 4 juin 2017.

## Résultats

### Hommes

#### Canoë
| Épreuve                     | Or                                                                                                   | Résultat | Argent | Résultat | Bronze                                                                                         | Résultat |
| Canoë monoplace par équipes | Allemagne Sideris Tasiadis Nico Bettge Franz Anton                                                   | 108.94   | Slovénie Benjamin Savšek Luka Božič Anže Berčič                                                                         | 111.13   | Italie Raffaello Ivaldi Roberto Colazingari Stefano Cipressi                                   | 112.98   |
| Canoë biplace par équipes   | France Gauthier Klauss & Matthieu Peche Pierre Picco & Hugo Biso Nicolas Scianimanico & Hugo Cailhol | 120.44   | Pologne Marcin Pochwała & Piotr Szczepański Andrzej Brzeziński & Filip Brzeziński Michał Wiercioch & Grzegorz Majerczak | 128.21   | Tchéquie Ondřej Karlovský & Jakub Jáně Jonáš Kašpar & Marek Šindler Tomáš Koplík & Jakub Vrzáň | 132.23   |
| Canoë monoplace             | Alexander Slafkovský Slovaquie                                                                       | 88.92    | Thomas Koechlin Suisse                                                                                                  | 91.63    | Michal Martikán Slovaquie                                                                      | 93.82    |
| Canoë biplace               | France Pierre Picco Hugo Biso                                                                        | 98.22    | Pologne Andrzej Brzeziński Filip Brzeziński                                                                             | 99.09    | Tchéquie Jonáš Kašpar Marek Šindler                                                            | 99.20    |

#### Kayak
| Épreuve           | Or                                              | Résultat | Argent                                               | Résultat | Bronze                                                   | Résultat |
| Kayak par équipes | Tchéquie Jiří Prskavec Ondřej Tunka Vít Přindiš | 101.28   | France Mathieu Biazizzo Sébastien Combot Boris Neveu | 101.73   | Pologne Mateusz Polaczyk Maciej Okręglak Dariusz Popiela | 104.01   |
| Kayak monoplace   | Mateusz Polaczyk Pologne                        | 83.06    | Dariusz Popiela Pologne                              | 83.63    | Jiří Prskavec Tchéquie                                   | 84.03    |

### Dames

#### Canoë
| Event             | Or                                                             | Résultat | Argent                                               | Résultat | Bronze                                             | Résultat |
| Canoë monoplace   | Kimberley Woods Royaume-Uni                                    | 110.31   | Tereza Fišerová Tchéquie                             | 112.90   | Nadine Weratschnig Autriche                        | 116.19   |
| Canoë par équipes | Grande-Bretagne Kimberley Woods Mallory Franklin Eilidh Gibson | 153.24   | Allemagne Andrea Herzog Lena Stöcklin Birgit Ohmayer | 157.32   | Tchéquie Tereza Fišerová Monika Jančová Eva Říhová | 158.48   |

#### Kayak
| Épreuve           | Or                                           | Résultat | Argent                                                    | Résultat | Bronze                                                | Résultat |
| Kayak par équipes | Slovénie Urša Kragelj Eva Terčelj Ajda Novak | 122.60   | Espagne Irati Goikoetxea Maialen Chourraut Marta Martínez | 125.68   | France Lucie Baudu Marie-Zélia Lafont Camille Prigent | 129.39   |
| Kayak monoplace   | Corinna Kuhnle Autriche                      | 95.37    | Stefanie Horn Italie                                      | 96.38    | Marie-Zélia Lafont France                             | 96.94    |

## Tableau des médailles
| Rang  | Nation          | Or | Argent | Bronze | Total |
| ----- | --------------- | -- | ------ | ------ | ----- |
| 1     | France          | 2  | 1      | 2      | 5     |
| 2     | Grande-Bretagne | 2  | 0      | 0      | 2     |
| 3     | Pologne         | 1  | 3      | 1      | 5     |
| 4     | Tchéquie        | 1  | 1      | 4      | 6     |
| 5     | Allemagne       | 1  | 1      | 0      | 2     |
| 5     | Slovénie        | 1  | 1      | 0      | 2     |
| 7     | Slovaquie       | 1  | 0      | 1      | 2     |
| 7     | Autriche        | 1  | 0      | 1      | 2     |
| 9     | Italie          | 0  | 1      | 1      | 2     |
| 10    | Suisse          | 0  | 1      | 0      | 1     |
| 10    | Espagne         | 0  | 1      | 0      | 1     |
| Total | Total           | 10 | 10     | 10     | 30    |